# Valouse (Ain)
Die Valouse ist ein Fluss in Frankreich, der überwiegend in der Region Bourgogne-Franche-Comté verläuft und erst bei seiner Mündung die Nachbarregion Auvergne-Rhône-Alpes betritt. Sie entspringt im Gemeindegebiet von Écrille, etwa zwei Kilometer südöstlich von Orgelet, entwässert generell Richtung Südwest bis Süd und mündet nach rund 42 Kilometern im Gemeindegebiet von Corveissiat im Rückstau des Wasserkraftwerkes von Cize-Bolozon als linker Nebenfluss in den Ain. Auf ihrem Weg durchquert die Valouse das Département Jura und an der Mündung kurz auch das Département Ain.

## Orte am Fluss
- Écrille
- Chambéria
- Chatonnay
- Arinthod
- Saint-Hymetière
- Lavans-sur-Valouse
- Cornod